# Armadillidium tabacarui
Armadillidium tabacarui är en kräftdjursart som beskrevs av Gruia, Iavorschi och Serban M. Sarbu 1994. Armadillidium tabacarui ingår i släktet Armadillidium och familjen klotgråsuggor. Inga underarter finns listade i Catalogue of Life.